# سعيد النقبي
سعيد محمد سعيد النقبي (مواليد 14 أغسطس 1980) لاعب كرة قدم إماراتي يجيد اللعب في الدفاع.
لعب سابقاً مع نادي دبا الحصن ونادي دبا الفجيرة ونادي خورفكان ونادي البطائح ونادي مسافي.